# Miheșu de Câmpie
Miheșu de Câmpie – wieś w Rumunii, w okręgu Marusza, w gminie Miheșu de Câmpie. W 2011 roku liczyła 1359 mieszkańców.